# بوشاسپ‌دیو
بوشاسپ (اوستایی: būšyāsta, būšiiąstā؛ فارسی میانه: Bushasp) دیوِ مؤنثی در اسطوره‌شناسی مزدیسنا ملقب به «درازدست» است که هنگامی که خروس در سپیده‌دم می‌خواند می‌کوشد تا جهان را در خواب نگاه دارد و پرهیزگار را به کار بد برانگیزد.
بوشاسپ در اسطوره‌شناسی زرتشتی، عاملِ تنبلی و بیکاری پنداشته می‌شود. او عاملِ «به تعویق افتادن» است زیرا می‌کوشد که نیکان را از انجام وظایفِ سازنده بازدارد. او دنیا را به خواب می‌برد و مؤمنان را در ساعتِ نماز، خواب نگه می‌دارد.
اگرچه «به تعداد گناهانی که انسان مرتکب می‌شود، دیو وجود دارد» و بوشاسپ از معدود دیوهایی است که به‌طور خاص در متون ذکر شده‌است، اما او در زمرهٔ شیاطینی نیست که با جزئیات کامل توصیف شده‌اند.

## واژه‌شناسی
این نام در پارسی میانه būšāsp و در اوستایی -būšyastâ آمده‌است و معنای آنچه پیش‌آمدنی‌است می‌دهد.

## در متون
بوشاسپ افزون بر لقبِ «درازدست» (وندیداد:۱۱٫۹, ۱۱٫۱۲, ۱۸٫۱۶؛ یشت: ۱۰٫۹۷) با صفتِ «لاغرمردنی» (وندیداد: ۱۱٫۹ و ۱۱٫۱۲) هم نام برده شده و همچنین در یشتِ ۱۸٫۲ با نامِ zairi به معنای «زرین» و «طلایی» هم یاد شده‌است.
در فصول نخست و دوم یشتِ هجدهم که اسماً به «اشتاد» (عدالت) اختصاص داده شده‌اند گفته شده که فر (خورنه)، اهریمن (انگره‌مینو)، ائشمه (خشم)، سرمای یخ‌بندان، اپوش‌دیو و بوشاسپ را مغلوب خویش می‌سازد.
در سپیده دم، پیش از اینکه شیاطین مجبور به بازگشت به تاریکی شوند، بوشاسپ از شمال زمزمه می‌کند:«بخوابید ای مردمان! بخوابید ای گناهکاران! بخوابید و در گناه بمانید!» (هادُخت‌نسک ۴۱–۴۲) بوشاسپ از جمله شیاطینی است که با دیدن گرز میترا می‌گریزند. (یشت ۱۰/۹۷، ۱۰/۱۳۴)

## در سنت
در بندهشن، اثری زرتشتی پیرامون آفرینش که در سدهٔ دوازدهم میلادی تکمیل شده‌است، بوشاسپ یکی از «همکار»انِ شش «Archdemon»ها (دوزخ‌داران) دانسته شده‌است. (بنگرید به GBd XXVII.32) این سلسله‌مراتب منعکسندهٔ شش امشاسپندان و یارانشان ایزدان است. در نسخه‌ای بندهشنِ «اصغر»، بوشاسپ یک «بی‌حالیِ غیرطبیعی» را به جان قهرمانی می‌اندازد تا نتواند با ضحاک (اَژی‌دَهاک) مبارزه کند اما آن قهرمان توسط «شکوه الهی آسمان‌ها» محافظت می‌شده که ناگهان بیدار می‌شود و ضحاک را می‌کشد. (بنگرید به IBd 29.7)
در عددشناسی شایست ناشایست، اینکه «بوشاسپ دو بار به جهان مادی خواهند آمد» (۱۳/۴۳) شاید بیانگرِ دو ساعتِ خواب و بیداری یا شاید مانند دادستان دینی (در ۲۳/۳) استعاره‌ای از تولد و مرگ است.
در ۳۷/۴۴ در دادستان دینی، بوشاسپ یکی از معدود موجوداتی است که به صراحت در میان «انبوه» شیاطین ایجادشده توسط اهریمن (Angra Mainyu)، نامگذاری شده است. اهریمن در بند ۵۱ همین فصل، این دیو را به «ضعیف‌کردنِ نفس» متهم می‌کند.